# دستینیشن فیلمز
دستینیشن فیلمز (به انگلیسی: Destination Films) نام یک شرکت فیلم‌سازی و توزیع فیلم و بخشی از شرکت سونی پیکچرز که در حال حاضر به فیلم‌های ترسناک، هیجان انگیز، طنز و علمی تخیلی می‌پردازد.
این شرکت در فوریه ۲۰۰۱ پس از عدم برآورده کردن انتظارات مالی تعطیل شد. و پروژه های در حال تولید شرکت مانند برنامه‌ریز عروسی و تنبل‌ها برای توزیع به کمپانی سونی پیکچرز فروخته شد.